# Siergiej Płotnikow
Siergiej Siergiejewicz Płotnikow, ros. Сергей Сергеевич Плотников (ur. 3 czerwca 1990 w Komsomolsku nad Amurem) – rosyjski hokeista, reprezentant Rosji, olimpijczyk.

## Kariera
- Amur 2 Chabarowsk (2005-2008)
- Jermak Angarsk (2008-2009)
- Amur Chabarowsk (2009-2012)
  -  Amurskie Tigry Chabarowsk (2010)
- Łokomotiw Jarosław (2012-2015)
- Pittsburgh Penguins (2015-2016)
- Arizona Coyotes (2016)
- SKA Sankt Petersburg (2016-2020)
- Mietałłurg Magnitogorsk (2020-2021)
- CSKA Moskwa (2021-)

Wychowanek Amura Chabarowsk. Od maja 2012 zawodnik Łokomotiwu Jarosław. Odszedł z klubu w maju 2015. Od lipca 2015 zawodnik Pittsburgh Penguins. Od końca lutego 2016 zawodnik Arizona Coyotes. W czerwcu 2016 prawa do Płotnikowa w ramach KHL nabył od Łokomotiwu klub SKA Sankt Petersburg. Pod koniec czerwca 2016 został zwolniony z Arizony. Od lipca 2016 zawodnik SKA Sankt Petersburg. Pod koniec maja 2018 przedłużył kontrakt z tym o klubem o cztery lata. W maju 2020 ponownie został zawodnikiem Amur Chabarowsk (w toku wymiany za Igora Rudienkowa). Pod koniec tego miesiąca został zawodnikiem Mietałłurga Magnitogorsk w toku wymiany za Sawielija Olszanskiego. W lipcu 2021 ogłoszono jego rozstanie z tym klubem, a wkrótce potem angaż w CSKA Moskwa.
Uczestniczył w turniejach mistrzostw świata edycji 2014, 2015, 2016, 2017, 2019. W barwach reprezentacji Rosyjskiego Komitetu Olimpijskiego uczestniczył w turnieju zimowych igrzysk olimpijskich 2022.

## Sukcesy
Reprezentacyjne
- Złoty medal mistrzostw świata: 2014
- Srebrny medal mistrzostw świata: 2015
- Brązowy medal mistrzostw świata: 2016, 2017, 2019
- Srebrny medal zimowych igrzysk olimpijskich: 2022

Klubowe
- Brązowy medal mistrzostw Rosji: 2014 z Łokomotiwem Jarosław
- Puchar Gagarina – mistrzostwo KHL: 2017 ze SKA, 2022, 2023 z CSKA Moskwa
- Złoty medal mistrzostw Rosji: 2017 ze SKA, 2022, 2023 z CSKA Moskwa
- Puchar Kontynentu: 2018 ze SKA
- Brązowy medal mistrzostw Rosji: 2018, 2019 ze SKA

Indywidualne
- KHL (2012/2013):
  - Mecz Gwiazd KHL (wybrany wtórnie po odejściu grupy zawodników do ligi NHL)[13]
- KHL (2013/2014):
  - Najlepszy napastnik miesiąca - luty 2014
  - Czwarte miejsce w klasyfikacji strzelców zwycięskich goli meczowych w sezonie zasadniczym: 6 goli
  - Piąte miejsce w klasyfikacji asystentów w fazie play-off: 10 asyst
- Mistrzostwa Świata w Hokeju na Lodzie 2014/Elita:
  - Siódme miejsce w klasyfikacji strzelców turnieju: 6 goli
  - Trzecie miejsce w klasyfikacji kanadyjskiej turnieju: 12 punktów
  - Skład gwiazd turnieju[14]
- KHL (2018/2019):
  - Piąte miejsce w klasyfikacji strzelców w fazie play-off: 11 asyst
  - Pierwsze miejsce w klasyfikacji liczby wykonanych uderzeń ciałem w fazie play-off: 68

Wyróżnienie
- Zasłużony Mistrz Sportu Rosji w hokeju na lodzie (2014)

Odznaczenie
- Order Honoru (2014)[15]